# Barbudo's
Barbudo’s (Polymixiidae) vormen de enige familie in de orde (Polymixiiformes) van straalvinnige vissen. Het zijn diepzeevissen. De naam is afgeleid van de typische baarddraad (barbel) die deze vissen hebben. Ze worden in tropische en subtropische wateren in de Atlantische, Indische en westelijke Grote Oceaan aangetroffen.

## Taxonomische huidige en uitgestorven geslachten
In het recente geslacht Polymixia zijn tien soorten beschreven, samen met enkele fossiele soorten.
Tegenwoordig worden de vissen in een eigen orde ingedeeld, maar de groep is al vaak heen en weer geschoven. Ze worden ook wel in een eigen superorde, de Polymixiomorpha, ingedeeld.
Onderstaand ook de beschreven uitgestorven geslachten.
- Familie: Polymixiidae (Barbudo's)
  - Geslacht: Berycopsis †
  - Geslacht: Dalmatichthys †
  - Geslacht: Omosoma †
  - Geslacht: Omosomopsis †
  -  Geslacht: Polymixia (R. T. Lowe, 1838)